# Eisenerz (Steiermark)

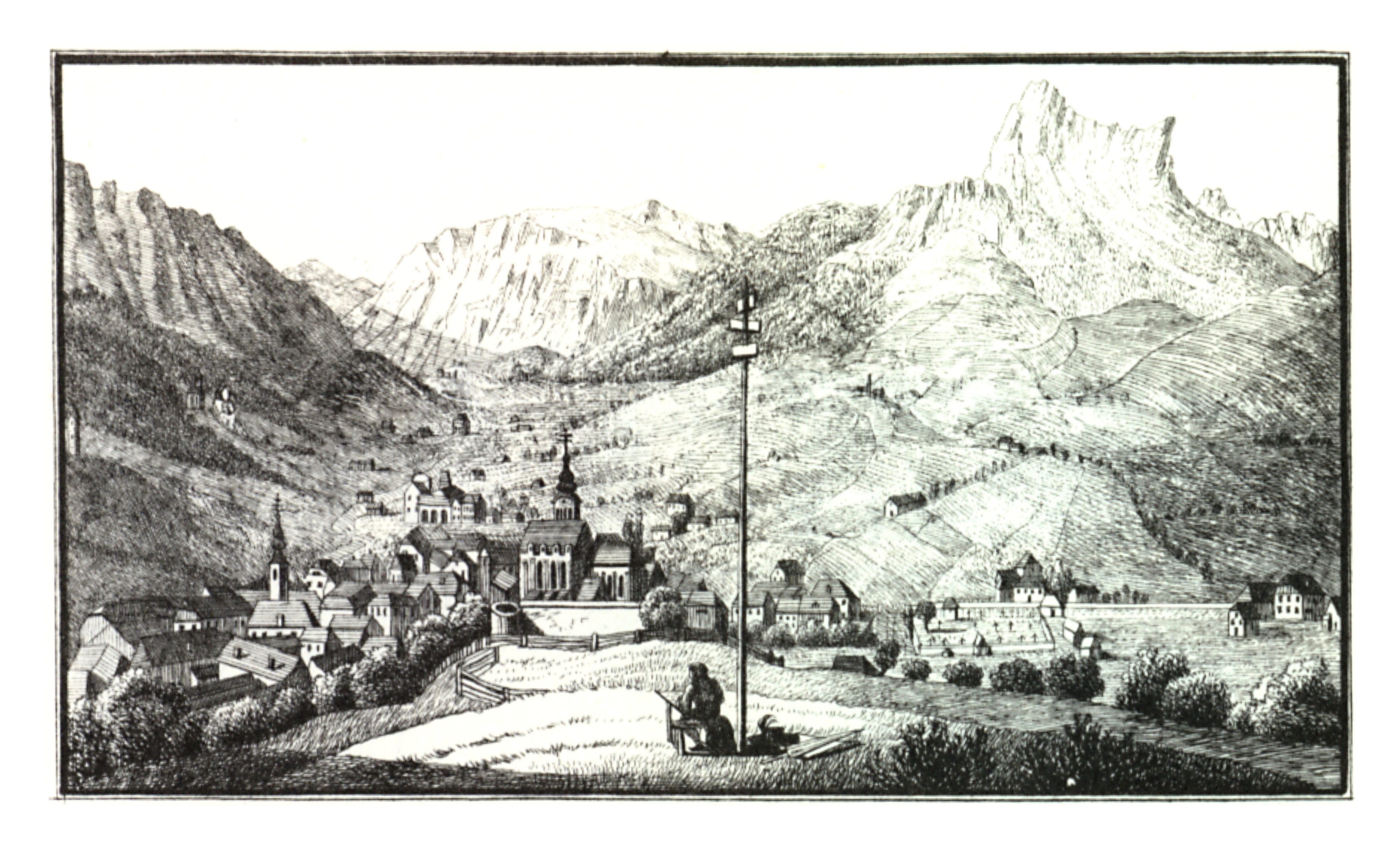
Eisenerz um 1820, Lith. J.F. Kaiser

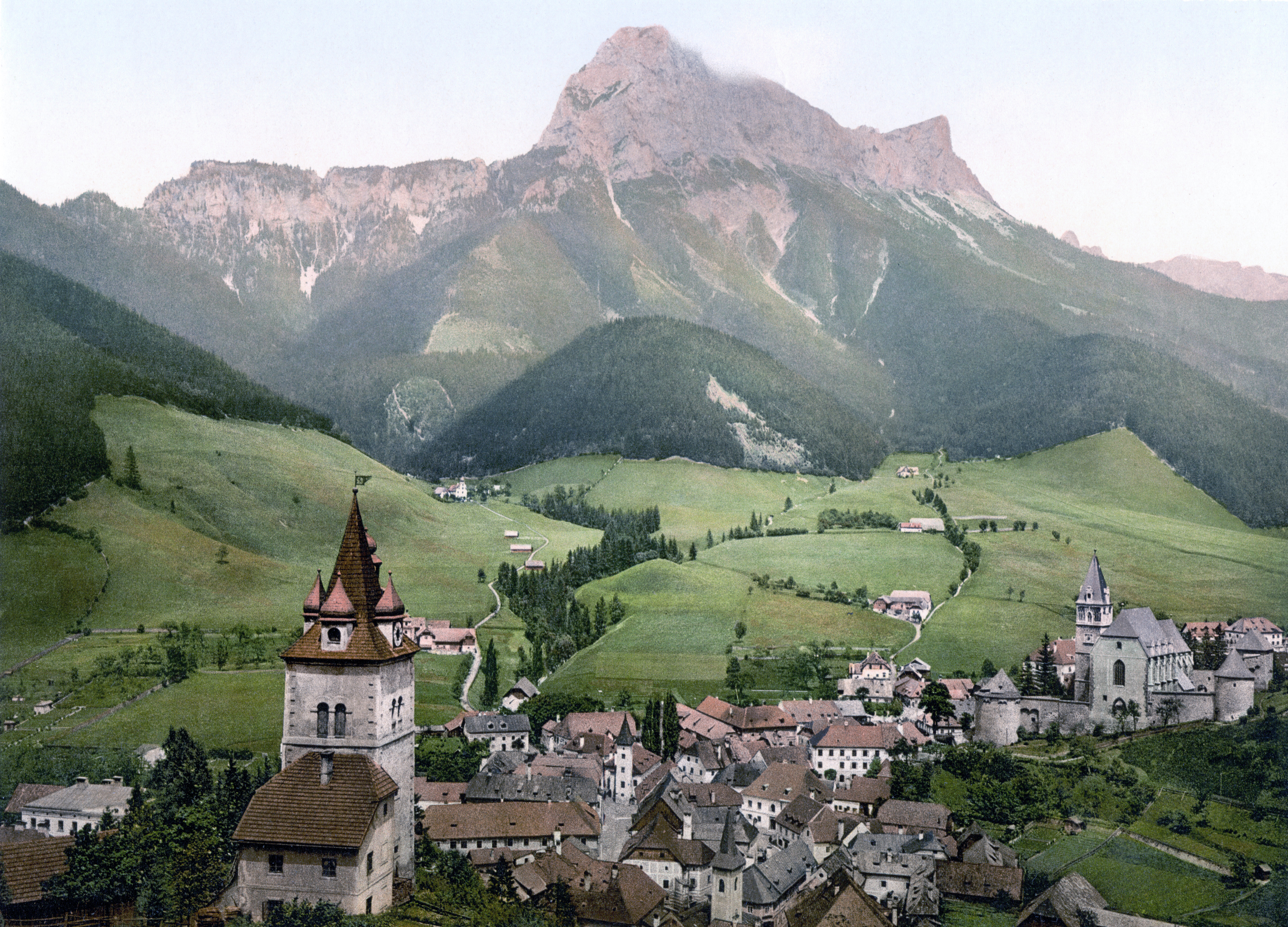
Eisenerz um 1900 mit Blick auf den Pfaffenstein

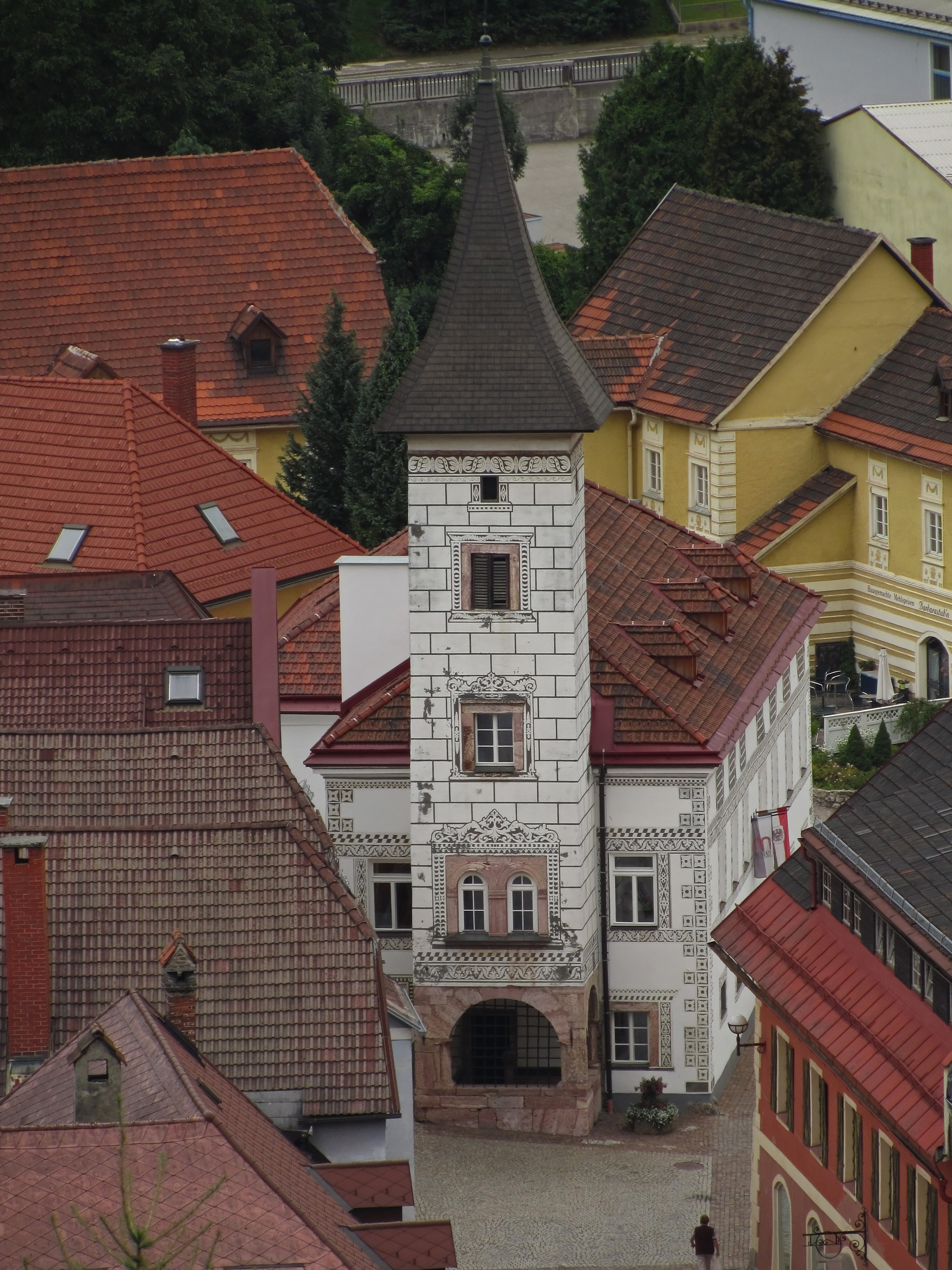
Altes Rathaus, später Bezirksgericht, seit 2011 ist das Stadtmuseum hier untergebracht

Eisenerz ist eine Stadt mit 3.362 Einwohnern (Stand 1. Jänner 2025) im Gerichtsbezirk bzw. Bezirk Leoben im Norden der Steiermark, rund 25 km nordwestlich der Bezirkshauptstadt Leoben.
Der frühere Name der Gemeinde war Innerberg.

## Geografie
Eisenerz liegt am Erzbach inmitten der aufragenden Felsen der Eisenerzer Alpen im Südwesten und des Hochschwab im Nordosten. Die vier Felsformationen von Eisenerzer Reichenstein, Wildfeld, Kaiserschild und Pfaffenstein dominieren das Stadtbild. Dazu kommen die rötlich gefärbten Stufen des Erzbergs, der der größte Eisenerz-Tagbau Mitteleuropas ist.
Im Norden des Gemeindegebietes liegt der Leopoldsteiner See.

### Gemeindegliederung
Die Stadtgemeinde Eisenerz besteht aus vier Katastralgemeinden (Fläche Stand 31. Dezember 2023):
- Eisenerz (154,12 ha)
- Krumpental (3.547,88 ha)
- Münichthal (5.646,51 ha)
- Trofeng (3.121,06 ha)

Einzige Ortschaft ist die Stadt Eisenerz. Stadtteile sind: Krumpental, Münichtal und Trofeng. Eisenerz ist auch in zahlreiche Ortsteile gegliedert, die bedeutendsten sind: Blumau, Galleiten, Geyeregg, Großfölz, Gsoll, Münzboden, Paigler, Prossen, Schlingerweg, Seeau und Seestraße.

### Nachbargemeinden
Zwei der sieben Nachbargemeinden liegen im Bezirk Liezen (LI), eine im Bezirk Bruck-Mürzzuschlag (BM).
| Hieflau (LI) bis 2014 Gemeinde; ab 2015 Teil von Landl | Landl (LI)                                  | Wildalpen (LI)              |
| Radmer                                                 | Kompassrose, die auf Nachbargemeinden zeigt | Tragöß-Sankt Katharein (BM) |
| Kalwang                                                | Trofaiach                                   | Vordernberg                 |

## Geschichte
1230 wurde das Gebiet zum ersten Mal in einer Urkunde unter dem Namen Aerze erwähnt, 1293 dann im innern Eisenärzt. 1453 ist die Verleihung des Marktrechts dokumentiert. Die Abbaurechte am Erzberg gehörten ab dem Mittelalter den Eisenerzer und Vordernberger Radmeistern. Bis Ende des 16. Jahrhunderts blühte der Erzabbau am Erzberg. Um 1500 hatte das Erz aus Eisenerz einen Anteil am europäischen Exportvolumen von 16 Prozent, um 1550 waren es rund 20 Prozent.
1529, als die Türken Wien belagerten, wurde die Wehranlage der Oswaldikirche verstärkt. Ab 1519 breitete sich in der Steiermark der Protestantismus aus und entwickelte sich auch in Eisenerz bis Mitte des 16. Jahrhunderts zur mehrheitlichen Glaubensrichtung. An dem mit missverstandenen lutherisch-religiösen Forderungen vermischten Bauernaufstand im Jahr 1525 nahmen auch die Knappen, Blähhausarbeiter und die Bürgerschaft aus Eisenerz teil. Aus Aufzeichnungen zum Brucker Winkellandtag im Jahr 1572 geht hervor, dass Eisenerz neben weiteren 14 Städten und Märkten öffentlich seine Zugehörigkeit zum Augsburger Bekenntnis erklärte. Zahlreiche Gebäude in Eisenerz zeugen von der Hochblüte des Radmeistertums in dieser Zeit, so etwa der Schichtturm und der Schwarzer Hof.
Im Zuge der Gegenreformation verschanzte sich der protestantische Teil der Bürger und Radmeister 1599 in der Kirchenfestung vor Johann Hoffmann, dem Abt von Admont, der sie auf Geheiß von Landesfürst Ferdinand II. mit den ihn begleitenden Landsknechten sowie 316 zusätzlich aufgebotenen Schützen und Hellebardenträgern zur Aufgabe zwang. Regierungsmaßnahmen wie Beschlagnahmungen, Zwang zum Verkauf der Radwerke an katholische Übernehmer und Vertreibung jener, die dem Augsburger Bekenntnis weiterhin treu blieben, Verbrennungen von sektischen Büchern oder 50 der Bevölkerung „ins Quartier gelegte Soldaten“ konnten die überwiegende Mehrheit wieder zum Katholizismus bekehren. Zumindest 14 Radmeister samt ihren Familien standen auf der endgültigen Ausweisungsliste.
Das Ausweisen und Ersetzen eines Teils der untereinander versippten Radmeister durch Ortsfremde sowie der beginnende Dreißigjährige Krieg stürzten die Radmeister in finanzielle Probleme. Im Jahr 1625 übernahm der Landesfürst den Bergbau im Innerberger Teil des Erzberges einschließlich Verarbeitung und Handel. Die Radwerke und Abbaurechte wurden zwangsvergesellschaftet und die Innerberger Hauptgewerkschaft gegründet, die den Eisenerzer Teil des Erzberges bis 1881 verwaltete und bewirtschaftete. Die Abbaurechte der Vordernberger Radmeister wurden von diesen bis zum Ende des 19. Jahrhunderts genutzt. Zur Innerberger Hauptgewerkschaft gehörten auch die Hammerwerke im Ennstal und die Eisenhändler der Stadt Steyr. Im 17. Jahrhundert entwickelte sich die Innerberger Hauptgewerkschaft zum größten Eisen produzierenden Unternehmen der Welt.
Selbst Frauen und Kinder waren im Bergbau beschäftigt. Ab 1750 wurde mehrmals und von verschiedenen höheren Stellen, zuletzt per Hofdekret aus Wien vom 15. Februar 1772, versucht, das Spinnereihandwerk für Frauen und Kinder in Eisenerz einzuführen. Doch alle diese Versuche scheiterten, auch ein 1765 erlassenes Patent über die Einführung von Spinnschulen bewirkte nichts. 1768 lehnte die Radmeisterkommunität eine Anordnung vom Hof in Wien mit der Begründung ab, dass die Frauen und Kinder bei der Bergwerksarbeit für niedere Arbeiten benötigt würden und obendrein aufgrund der Einführung der freien Heiratserlaubnis Wohnungsmangel herrsche. Das neuerliche Ansinnen im Jahr 1772 beantwortete man seitens der Radmeisterkommunität mit einem Verweis auf diesen Bericht und der Bemerkung, dass „die Verwirklichung des allerhöchsten Antrages von jeder Seite betrachtet untunlich sei“, ebenso reagierte das Oberkammergrafenamt ablehnend. Per Hofdekret vom 4. September desselben Jahres verzichtete man schließlich auf die Einführung der Spinnerei in Eisenerz.
Im Jahre 1881 wurde die Oesterreichisch-Alpine Montangesellschaft gegründet, die nach und nach die Abbaurechte für den ganzen Erzberg erwarb und den Etagenabbau am Erzberg begann, welcher dem Berg die heute so charakteristische Form gegeben hat. In dieser Zeit wurde auch die als Erzbergbahn bekannte Zahnradbahn über den Präbichl nach Vordernberg und Leoben gebaut.
1931/32 stand der Bergbaubetrieb praktisch vor dem Ruin. Während der Herrschaft des Nationalsozialismus erlebte Eisenerz durch die Rohstoff- und Rüstungswirtschaft und Zwangsarbeit einen neuerlichen Aufschwung. Mit 1,8 Millionen Tonnen kam fast ein Viertel der Produktion im Deutschen Reich vom Erzberg. Im Dezember 1939 kamen die ersten 300 polnischen Zwangsarbeiter am Erzberg an, es folgten tausende Zwangsarbeiter und Zwangsarbeiterinnen aus unterschiedlichen Ländern sowie Kriegsgefangene und KZ-Häftlinge aus KZ Mauthausen.
Am 7. April 1945 verübten Einheimische als Volkssturm-Leute am Präbichl ein Massaker an etwa 250 ungarischen Juden, die sich auf einem Todesmarsch in Richtung KZ Mauthausen befanden. 1946 wurden 15 der 18 verantwortlichen Männer von britischen Militärgerichten in den Eisenerz-Prozessen verurteilt. Die Gerichte sprachen zwölf Todesurteile, einer dieser Täter wurde danach begnadigt. Weil es sich dabei um einen der ersten Fälle eines NS-Massenmordes handelte, der von Gerichten aufgearbeitet wurde, erregten diese Verfahren große Aufmerksamkeit. Solche Kriegsverbrecher-Prozesse blieben in Österreich jedoch die Ausnahme.
1948 wurde der Gemeinde aufgrund des damals noch florierenden Bergbaus und der zahlenmäßigen Größe (13.000 Einwohner) das Stadtrecht verliehen. Durch technische Neuerungen im Abbaubereich selbst, aber auch durch die weltweite Krise in der Eisen- und Stahlindustrie in den 1980er Jahren schrumpfte die Bevölkerung im Verlauf eines halben Jahrhunderts auf ein Drittel.

### Sage
Der Sage nach verdanken die Ureinwohner des Erzbachtals die Entdeckung des Erzberges einem Wassermann aus dem Wassermannsloch am Talausgang des Münichtals. Der Wassermann wurde von den Dörflern mit einem mit Pech bestrichenen Mantel eingefangen, für seine Freilassung bot er ihnen dann Folgendes an:
Gold für 10 Jahr’,

Silber für Hundert Jahr’

oder Eisen für immerdar!
Die klugen Bewohner entschieden sich für das Eisen.

### Religionen
- Römisch-katholisch 66,9 %
- Evangelisch 4,2 %
- Islamisch 1,5 %
- Ohne rel. Bekenntnis 24,6 %
- Andere 2,8 %

### Bevölkerungsentwicklung
Eisenerz ist mit einem Bevölkerungsanteil von 40 % an über 65-jährigen Menschen die älteste Stadt Österreichs.

## Kultur und Sehenswürdigkeiten

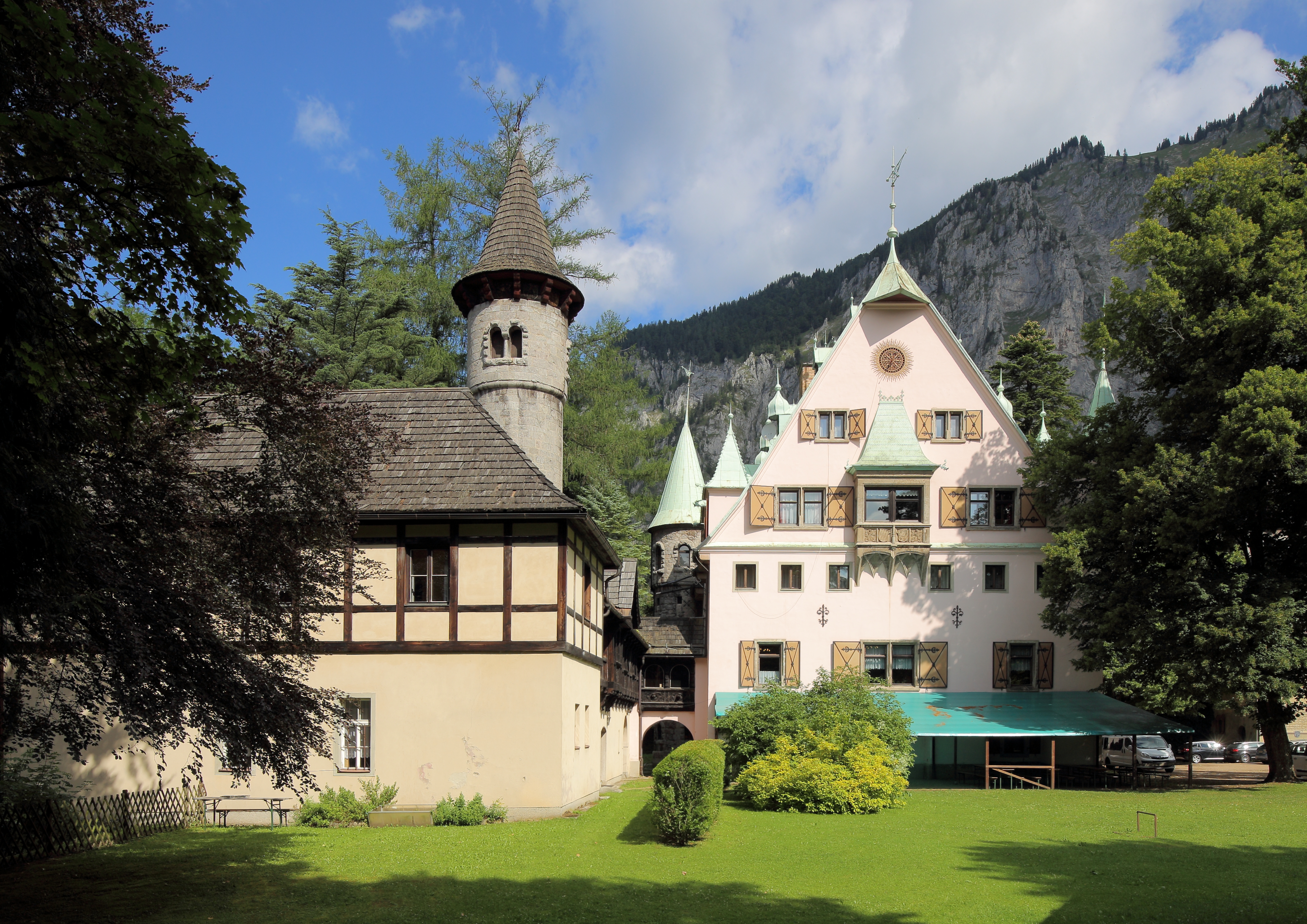
Schloss Leopoldstein

### Bauwerke
- Stadtmuseum im Alten Rathaus, Bergmannsplatz 1.
- Postmuseum im Kammerhof, dem ehemaligen Sitz der Innerberger Hauptgewerkschaft.
- Krippenmuseum, mit Krippen aus der Zeit des späten 19. Jahrhunderts bis zur Gegenwart.
- Gerbereimuseum Gerberei Salzer.
- Pfarrkirche St. Oswald: Die gotische Kirche, dem Oswald von Northumbria gewidmet, aus dem 15.–16. Jahrhundert ist die größte Kirchenburg der Steiermark (Befestigungsanlagen von 1532 bis 1534).
- Erzbergbahn: Museumsbahn, die von Vordernberg über den Präbichl bis zur Station Erzberg führt.
- Schwarzer Hof gilt als eines der letzten, annähernd original erhaltenen, mittelalterlichen Radmeisterhäuser der Steiermark.
- Schloss Leopoldstein: Zwischen 1666 und 1670 ließ Kammergraf Leopold Freiherr von Neidthardt zu Spathenbrunn das sogenannte „Saurießlgut“ zu einem Schloss ausbauen und gab zu Ehren Kaiser Leopold ihm den Namen „Schloss Leopoldstein“. Unter dem Besitzer Johann G. Ledermayer brannte es im Jahr 1706 zum Großteil ab. Nachdem um 1880 das Anwesen in den Besitz von Prinz Arnulf von Bayern gelangte, ließ dieser nach dem Vorbild der bayrischen Königsschlösser es zwischen 1890 und 1895 im historisierenden Stil umbauen.[9]
- Marktkirche Maria Geburt aus dem Jahr 1453, später barockisiert.
- Petruskapelle
- Der Schichtturm im Renaissancestil läutet seit dem Jahr 1581 die Bergarbeiter zur Schicht.
- Schloss Geyeregg von 1621/22
- Schmiede und Blähhaus „Zainhammerl“: Das beinahe abgerissene Objekt in der Krumpentalerstraße 13 erwies sich als die letzte Schmiede der Stadt, die auch im Inneren noch original erhalten ist. Wahrscheinlich ist sie auch die letzte Zainschmiede der Steiermark.[10]

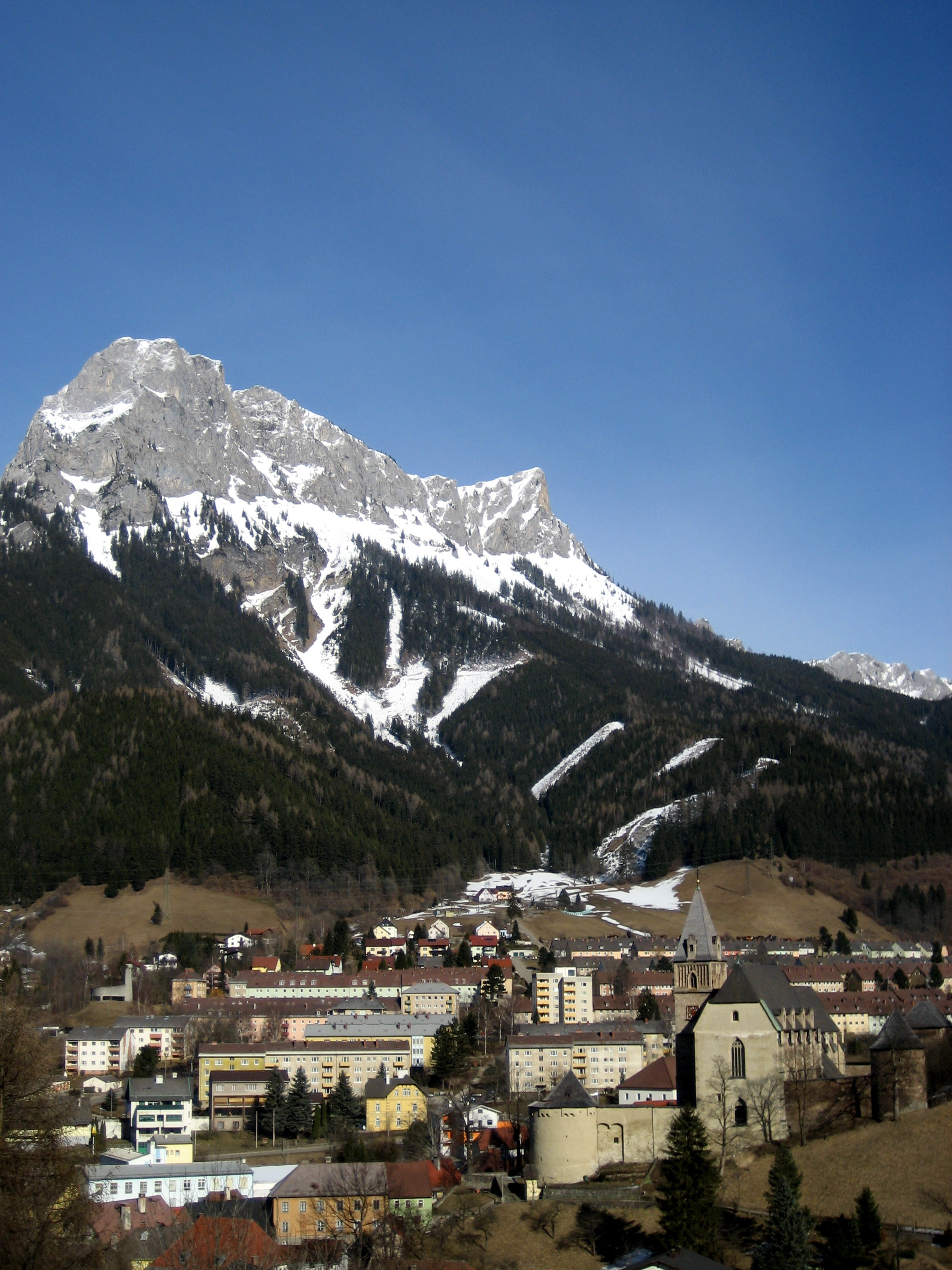
Eisenerz ist von Bergen umgeben, hier der Pfaffenstein
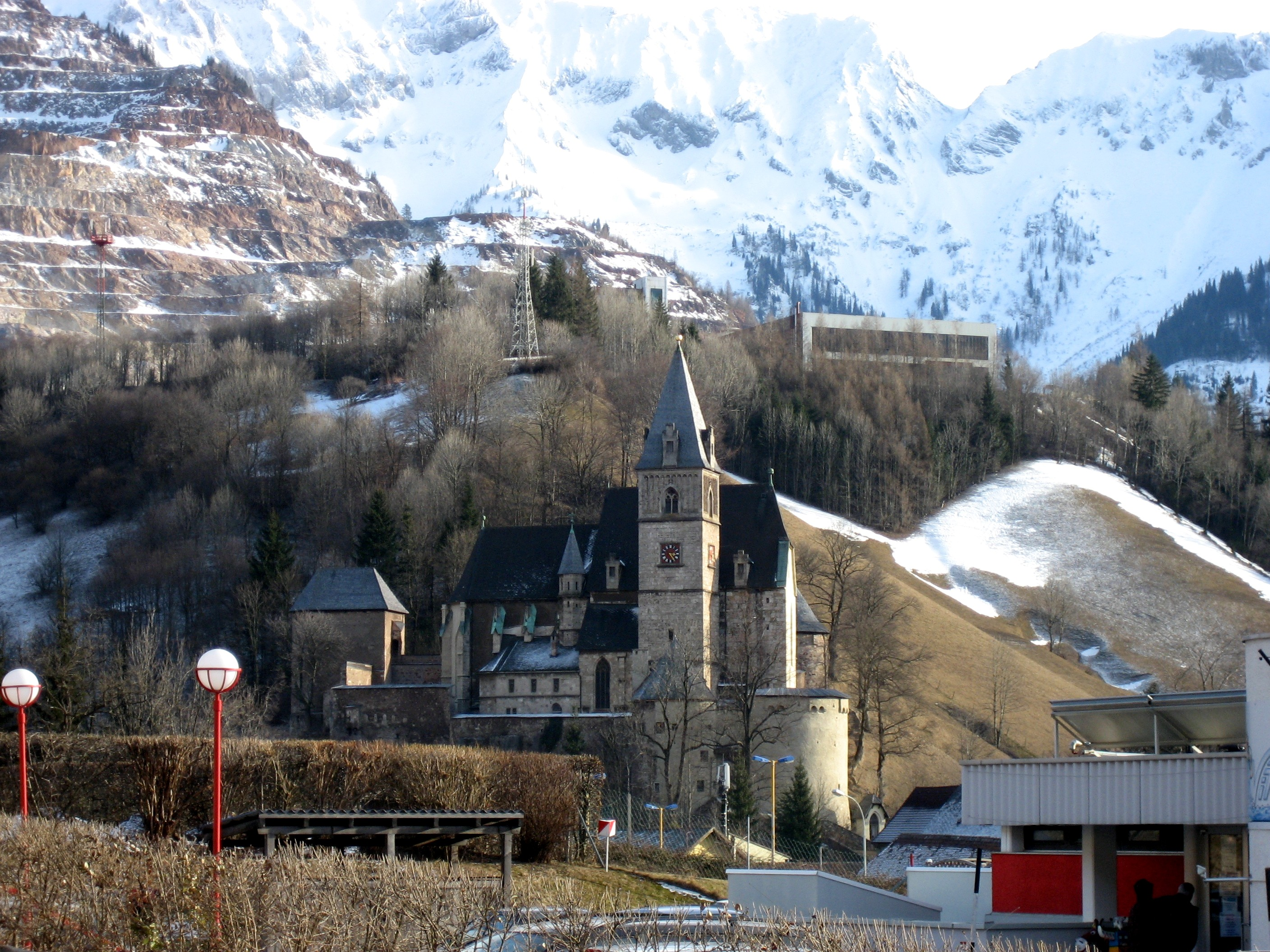
Pfarrkirche St. Oswald
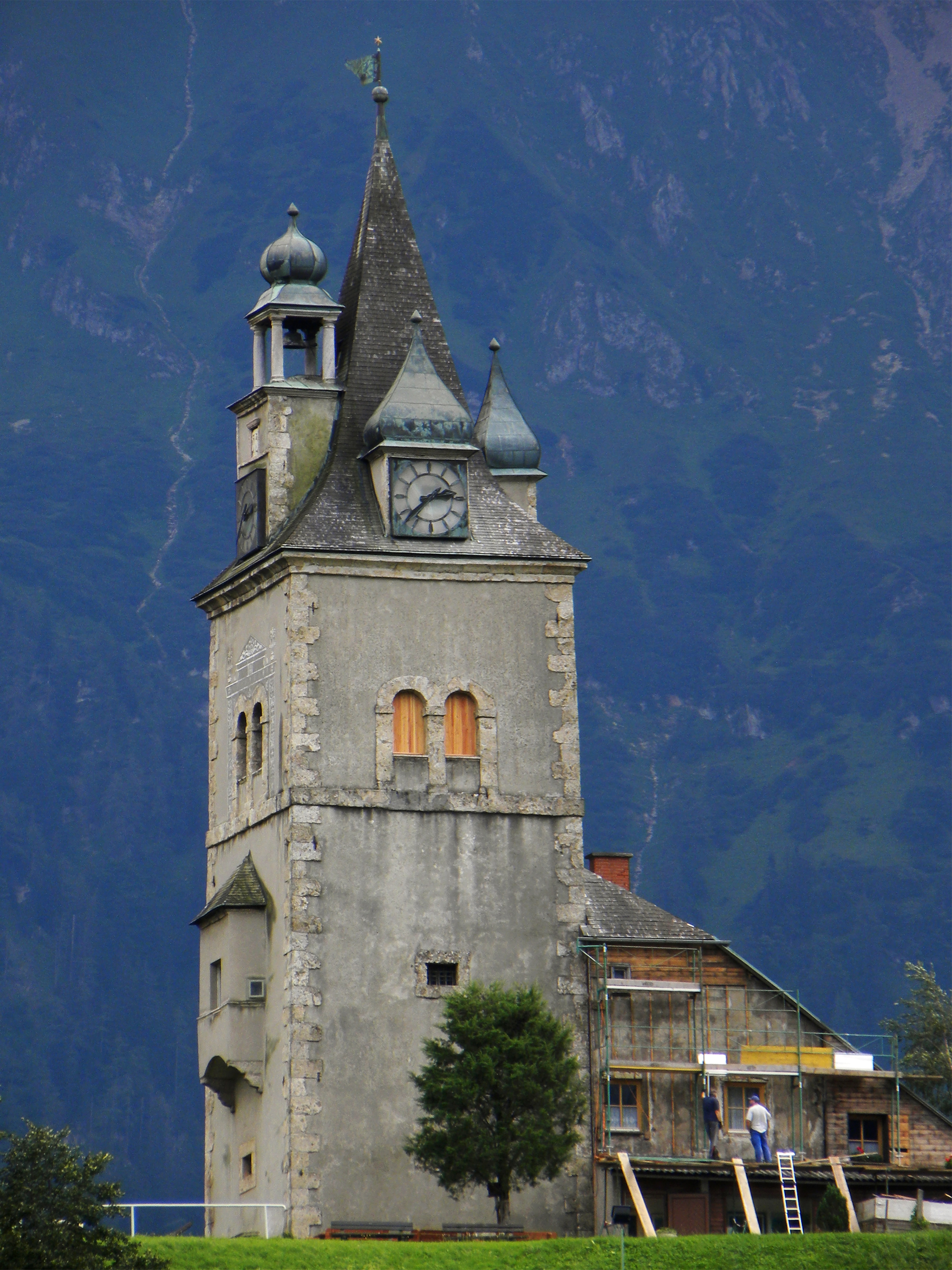
Schichtturm
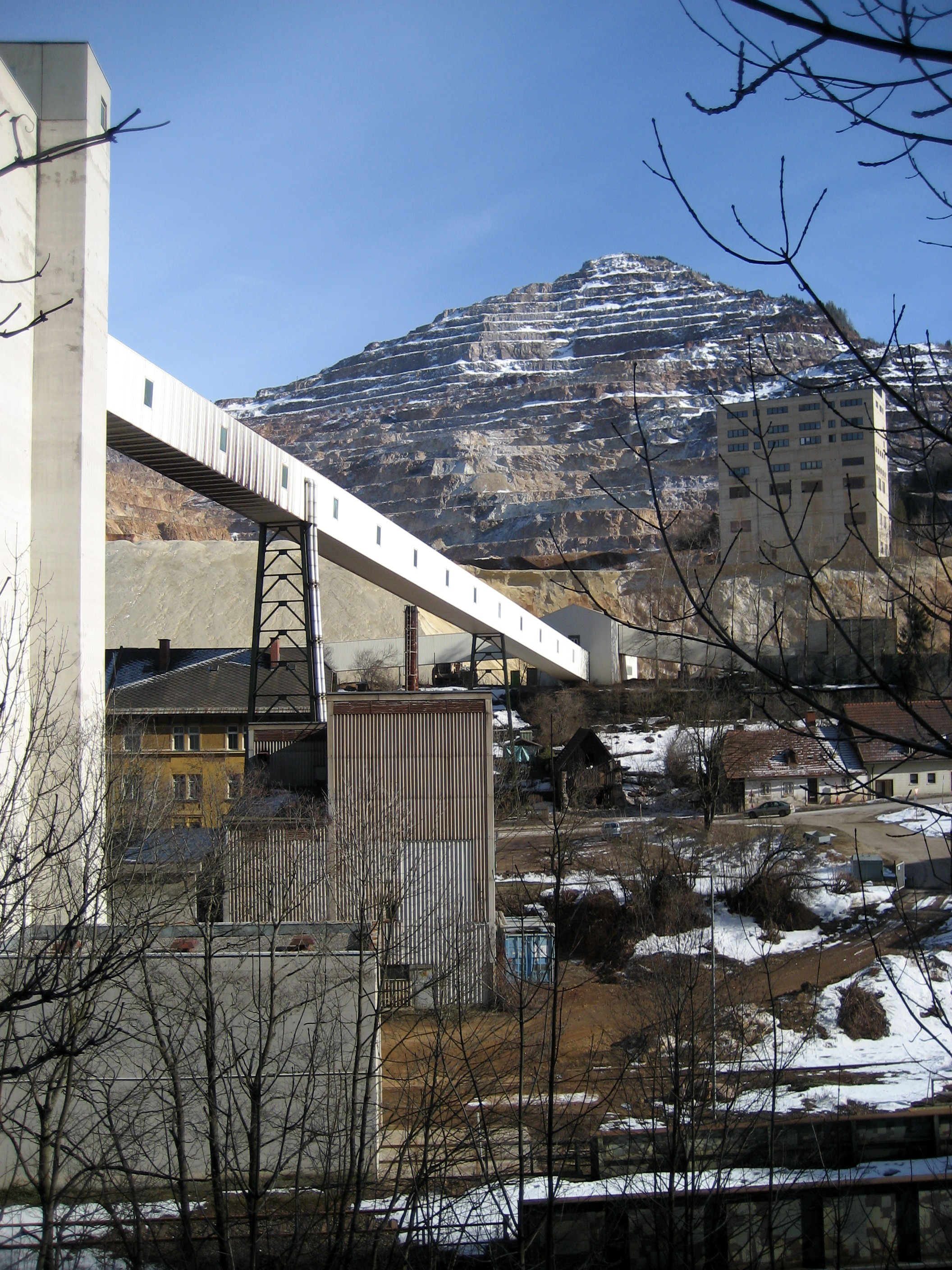
Die Industrie am Erzberg war lange Zeit der wichtigste Arbeitgeber

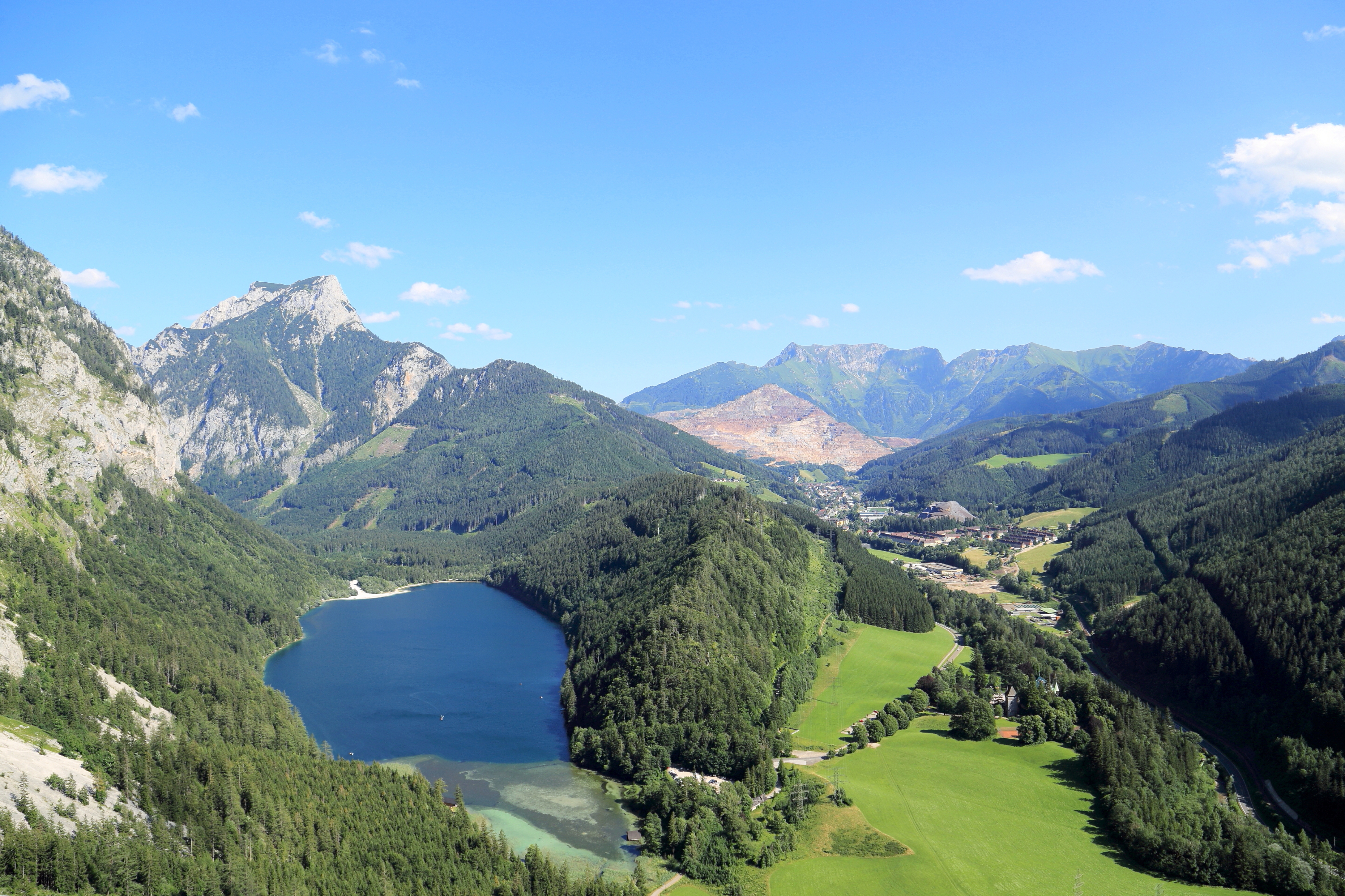
Nordwestansicht des Leopoldsteiner Sees

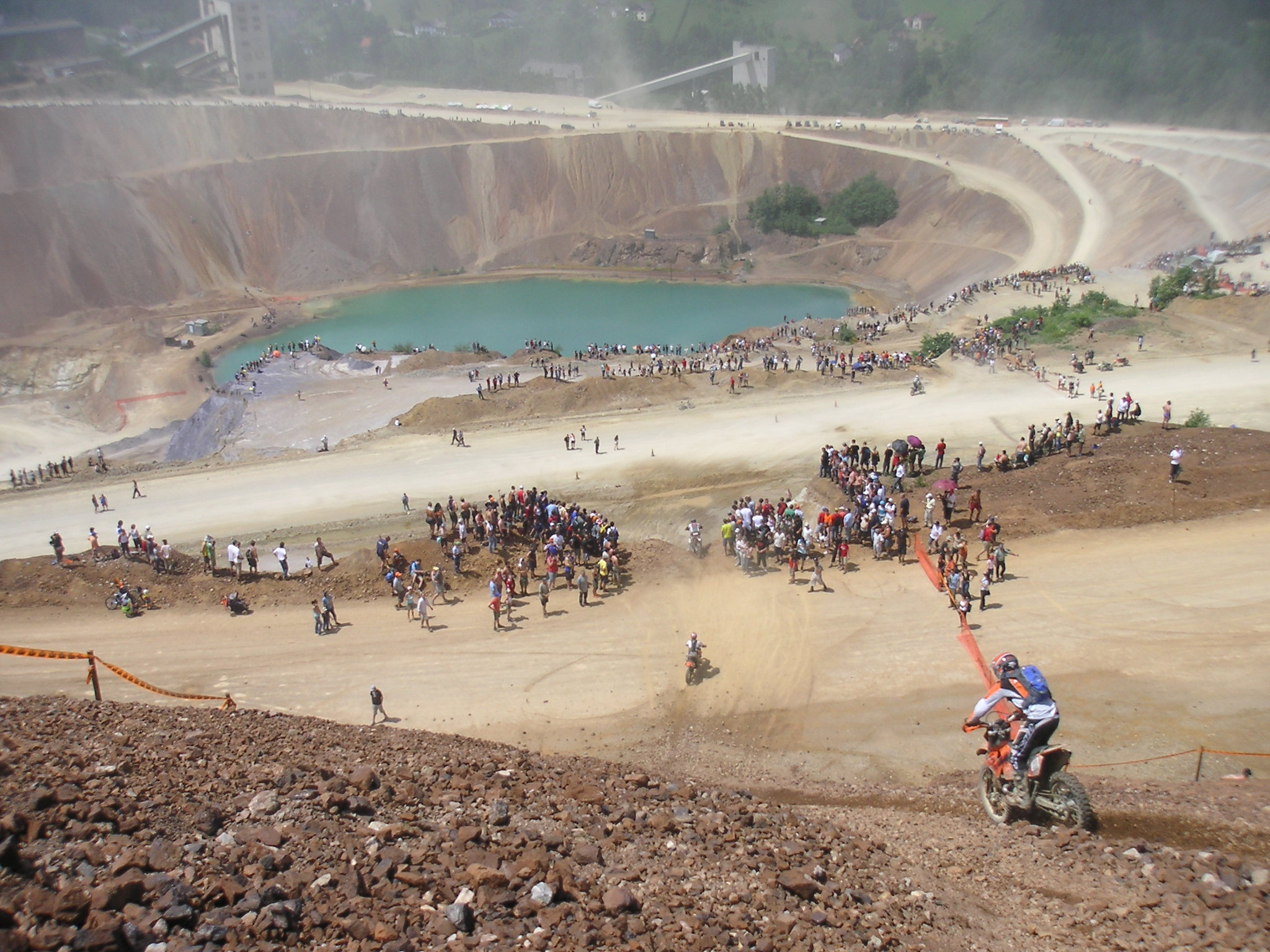
ErzbergRodeo, Start-Areal

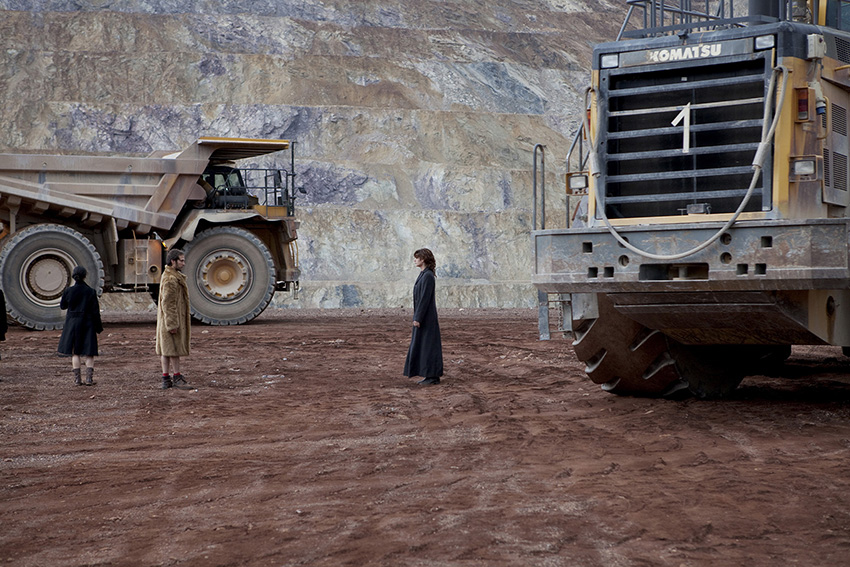
eisenerZ*ART 2012: Montanistische Performance GANGART von lawine torrèn am Erzberg

### Naturdenkmäler
- Das Wassermannsloch ist eine Karstquelle, die sich nördlich des Ortes befindet. Sein Höhlensystem wurde auf mehr als 1000 m vermessen. Das tiefe Quellbecken steht vermutlich mit dem Leopoldsteiner See in Verbindung. Das Wassermannloch ist der zentrale Schauplatz der Wassermannsage, in der es um die Auffindung des Erzberges geht.
- Frauenmauerhöhle: Tropfsteinhöhle mit einer Eiskammer und sehenswerten Steingebilden (644 m lang)
- Leopoldsteiner See: Bergsee mit ausgezeichneter Wassergüte, 1 km lang, 500 m breit, die tiefste Stelle etwa. 31 m

### Regelmäßige Veranstaltungen
- Sommerfestival: jährliches Festival im Juli, mit Musik, Bildender Kunst und den Klangvisionen am Leopoldsteiner See
- ErzbergRodeo: seit 1995 jährlich am Wochenende nach Fronleichnam (Mai/Juni) stattfindendes Motorradrennen, die größte Enduro-Veranstaltung Europas
- Erzberglauf: Der seit 2003 jährlich stattfindende Erzberglauf ist ein Lauf- und Nordic-Walk-Bewerb bei dem auf einer Streckenlänge von 12,5 km 745 Höhenmeter überwunden werden. Der Erzberglauf ist ein internationaler Bewerb, der im Durchschnitt jährlich mehr als 1000 Sportler anzieht.
- Annakirtag: Seit 1981 wird in der Eisenerzer Ramsau von den Naturfreunden der Annakirtag veranstaltet. Im Gegensatz zum Oswaldikirtag gibt es beim Annakirtag kaum Verkaufsstände, der Schwerpunkt liegt bei volkstümlicher Musik, Tanz und lokalen kulinarischen Spezialitäten.
- eisenerZ*ART: Seit 2010 wird die Stadt im Rahmen des Kunst- und Kulturprojekts eisenerZ*ART zu wechselnden Terminen im Jahresverlauf künstlerisch bespielt. Zu den verschiedenen künstlerischen und kulturellen Angeboten gehören unter anderem Kunstausstellungen, Installationen, Performances und andere Kunstaktionen, Kunstwettbewerbe, Theater- und Amateurfilm-Produktionen sowie Künstler- und Buchpräsentationen.
- Rostfest: Seit 2012 findet im August das Rostfest mit Musik, Videoprojektion auf Hausfassaden, Kunst, Erlebnis, „Urban Camping“ in leerstehenden Gebäuden statt. 2017 pausierte das Festival, die Organisatoren überarbeiten derzeit die Organisationsstruktur und die programmatische Ausrichtung.

### Film und Fernsehen
Eisenerz diente als Kulisse für die verkommene Stadt Güllen in der 2008 erschienenen Verfilmung von Friedrich Dürrenmatts Der Besuch der alten Dame, in der Christiane Hörbiger als Claire Zachanassian zu sehen ist. Der damalige Bürgermeister Gerhard Freiinger bezeichnete es als „herbe Enttäuschung“, dass Eisenerz nicht als Drehort im Abspann erwähnt worden sei und somit der Bekanntheitsgrad der Stadt nicht gesteigert werden konnte.
Auch für die vierteilige Gemeinschaftsproduktion Pregau – Kein Weg zurück (in Deutschland: Mörderisches Tal – Pregau) von ORF und ARD diente Eisenerz von Juni bis Oktober 2015 als Hauptdrehort. Weitere Drehs fanden in Wien, Niederösterreich und im Salzburgerland statt.
Die Folge Briefe einer Toten, die zweite Folge der 11. Staffel der Fernsehserie SOKO Donau, spielt in Eisenerz.

### Sport
- Erzbergrodeo: Das ErzbergRodeo ist ein seit 1995 jährlich im Mai oder Juni stattfindendes Enduro-Motorradrennen am Erzberg bei Eisenerz, das größte seiner Art in Europa. Die Motorsportveranstaltung „ErzbergRodeo“ ist seit einiger Zeit ein international anerkanntes Sportgroßereignis. Die Teilnehmerzahl beträgt bis zu etwa 1500 und gilt als eines der schwierigsten Offroadrennen der Welt.

Skisprungschanzen, Sommer 2009

- In Eisenerz befindet sich ein Stützpunkt des Österreichischen Skiverbandes für den Nordischen Sport, wie Langlauf, Skispringen und Nordische Kombination – das Nordische Ausbildungszentrum Eisenerz (NAZ Eisenerz). Es gibt drei Sprungschanzen (Erzbergschanzen), eine Naturrodelbahn und eine neu errichtete Biathlonanlage.
- Klettersteige: Von 2005 bis 2007 wurden in den Bergen rund um Eisenerz vier neue anspruchsvolle Klettersteige gebaut, die hohe Anforderungen an das bergsteigerische Können stellen (siehe #Wirtschaft und Infrastruktur).
- Wanderwege: Durch Eisenerz führt (aus dem Hochschwab kommend und ins Gesäuse weiterführend) der Nordalpen-Weitwanderweg, die Stadt ist auch Etappenort.
- Sportschießen: Sportschießen beim SV Eisenerz ist eine weitere sportliche Aktivität, die in Eisenerz durchgeführt werden kann. Dieser besitzt eine kleine Halle für die Disziplinen Luftpistole und Luftgewehr direkt an der Hieflauerstraße. In der Tull gibt es noch einen Schießstand für Jäger, Kleinkaliber- und Großkaliberdisziplinen. Hier werden jedes Jahr etliche Wettkämpfe ausgetragen, wie Cups und auch Landesmeisterschaften.
- nordisches Skisportzentrum mit Sprungschanzen: Außerdem befindet sich im Hochtal der Eisenerzer Ramsau, das sich durch Schneereichtum und Kälte auszeichnet, ein nordisches Skisportzentrum mit drei Sprungschanzen (Erzbergschanzen), einer Naturrodelbahn und einer neu errichteten Biathlonanlage.

## Wirtschaft und Infrastruktur
In der jüngeren Vergangenheit versucht sich Eisenerz als Fremdenverkehrsgemeinde zu profilieren. Attraktionen dafür sind einerseits der Erzberg, wo in den Stollen ein Schaubergwerk eingerichtet ist, andererseits die natürlichen Gegebenheiten der Eisenerzer Alpen und des Hochschwabs, welche Wanderer und Bergsteiger anziehen sollen.
Eisenerz ist das historische Zentrum der Österreichischen Eisenstraße. Die Orte an der alten Eisenstraße, die in den österreichischen Bundesländern Steiermark, Oberösterreich und Niederösterreich liegen, haben sich zu regionalen Eisenstraßen-Vereinen zusammengeschlossen, deren Aufgabe es ist, das Gebiet als besuchenswerte Kulturregion und Fremdenverkehrsregion bekannt zu machen.
Klettersteige: In den Jahren 2005 bis 2007 wurden in den Bergen rund um Eisenerz vier neue anspruchsvolle Klettersteige erbaut, die hohe Anforderungen an das bergsteigerische Können stellen.
- Der Eisenerzer Steig führt auf den Pfaffenstein (1865 m), Schwierigkeitsstufe C/D (schwierig bis sehr schwierig);
- Der Kaiserschild-Klettersteig führt auf den Kaiserschild (2084 m), Schwierigkeitsstufe D/E (schwierig bis extrem schwierig);
- Der Kaiser-Franz-Joseph-Klettersteig durch die hinter dem Leopoldsteiner See gelegene Seemauer weist die Schwierigkeitsstufe D (sehr schwierig) auf;
- Der Rosslochhöhlen-Klettersteig in der Seemauer hat die Schwierigkeitsstufe D/E (schwierig bis extrem schwierig).

Außerdem befindet sich im Hochtal der Eisenerzer Ramsau, das sich durch Schneereichtum und Kälte auszeichnet, ein nordisches Skisportzentrum mit vier Sprungschanzen (Erzbergschanzen), einer Naturrodelbahn und einer Biathlonanlage.
Eisenerz weist Beherbergungsbetriebe und Privatzimmervermieter auf, jedoch bis heute kein Hotel.
Der Strukturwandel hin zur Fremdenverkehrsgemeinde erfolgt nur langsam, so wurden teilweise größere Projekte jahrelang geplant und dann mangels Nachfrage doch verworfen, z. B. das „Rogner-Projekt“, ein mittelgroßes Skigebiet in der Eisenerzer Ramsau, oder das „Seehotel“ am Leopoldsteiner See.

### Unternehmen
- VA-Erzberg: Bergbau am Erzberg
- SBB Eisenerz: Stahlbau und Streckmetall (bis 2016: Blechtechnik Eisenerz (BTE))[12]
- SecoSan GmbH: Wasser- und Brandschadensanierung und Sanitärinstallation
- CCI Modulbau
- Napalm Records Handels GmbH
- MAXAM Österreich GmbH
- Primaras Handels GmbH: Schrottaufbereitung und Anlagen dafür
- J. Radlingmaier Transport und Bau GmbH
- P.L.U.S. IT-Handelsgesellschaft (1993–2019)
- ZPP Dentalmedizintechnik GmbH
- BK-DAT Electronics e.U.

### Verkehr
- Öffentlicher Verkehr: Eisenerz liegt an der Erzbergbahn. Die Verbindung Richtung Süden, über den Präbichl nach Leoben wurde 1988 eingestellt, und auch die von Norden kommende Bahnlinie Hieflau–Eisenerz wird nur noch von Güterzügen bedient. Eisenerz ist daher mit öffentlichen Verkehrsmitteln nur noch über die Straße zu erreichen. Mit Postbussen bestehen regelmäßige Verbindungen nach Leoben und Hieflau.
- Individualverkehr: Eisenerz liegt an der Eisen Straße B 115, die von Leoben über Eisenerz bis nach Steyr und Enns in Oberösterreich führt. Die nächsten hochrangigen Straßen sind die Semmering Schnellstraße S 6 und die Pyhrn Autobahn A 9 in der Nähe von Leoben.
- Radrouten: Die Eisenstraße zwischen Hieflau und Leoben über Eisenerz und den Präbichl stellt als Verbindung zwischen Enns- und Murtalradweg eine Alternative zur Fahrt durchs Gesäuse über Admont und Selzthal nach St. Michael und Leoben dar. Der Radweg endet jedoch nach der Ortschaft Eisenerz, über den Pass muss die Fahrbahn genutzt werden.

### Bildung
- Bundesoberstufenrealgymnasium Eisenerz (Sport- und Kreativzweig)
- Bundeshandelsakademie Eisenerz (Informationstechnologie-, Tourismus- und Technozweig)
- Neue Mittelschule Eisenerz (Sportzweig, Skizweig und Allgemein)
- Nordisches Ausbildungszentrum (NAZ)
- JEB (Berufsorientierte Lehrausbildung)
- Polytechnische Schule (POLY)
- Zentrum am Berg, Versuchstunnel der Montanuniversität Leoben und Ausbildungsstätte für den Katastrophenschutz

- Nicht mehr aktiv: Sim Campus (Förderung des Zivil- und Katastrophenschutzes; Aus- und Weiterbildung von Einsatzkräften und -organisationen, insbesondere in Zivil- und Katastrophenschutz, Notfallsituation, Krisenmanagement und -simulation, Katastrophediplomatie; Vernetzung nationaler und internationaler Organisationen im Bereich des Zivil- und Katastrophenschutzes sowie der Medizin.)[13]

### Sicherheit
Im Ort befindet sich eine Polizeiinspektion der Bundespolizei, die dem Stadt- und Bezirkspolizeikommando Leoben untersteht.

## Politik

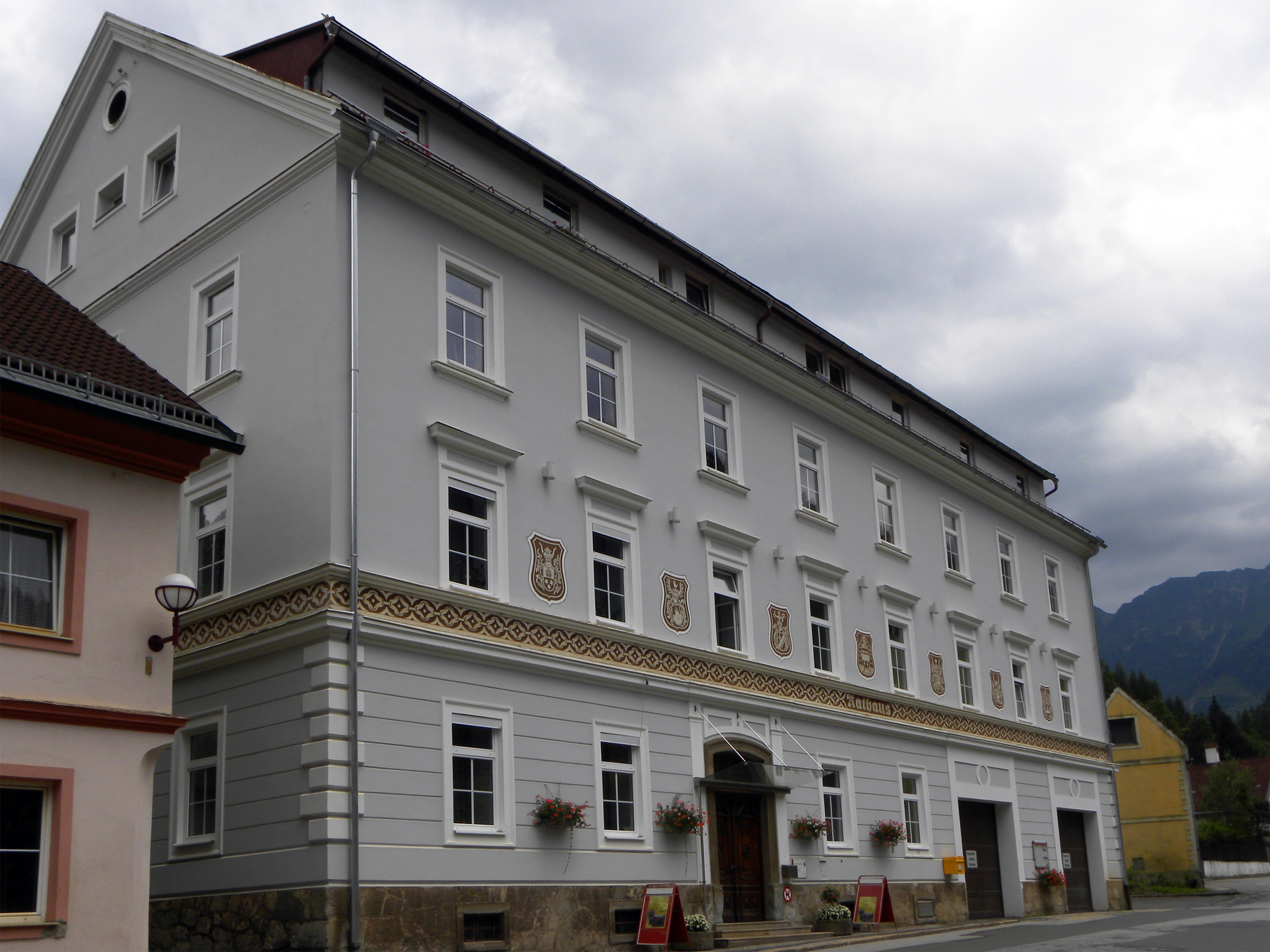
Rathaus

### Gemeinderat
Der Gemeinderat hat 21 Mitglieder.
- Nach den Gemeinderatswahlen hatte der Gemeinderat folgende Verteilungen:
  - 2005: 17 SPÖ, 3 ÖVP, 2 KPÖ, 2 Grüne und 1 FPÖ.[14]
  - 2010: 16 SPÖ, 5 ÖVP, 3 KPÖ und 1 FPÖ.[15] (25 Mitglieder)
  - 2015: 12 SPÖ, 4 KPÖ, 3 ÖVP und 2 FPÖ.[16] (21 Mitglieder)
- Seit den Gemeinderatswahlen in der Steiermark 2020 hat der Gemeinderat folgende Verteilung:

9 ÖVP, 7 SPÖ, 3 KPÖ und 2 FPÖ. Die ÖVP wurde erstmals seit 1945 stimmenstärkste Partei.

### Bürgermeister
- 2003–2009 Gerhard Freiinger (SPÖ)
- 2009–2020 Christine Holzweber (SPÖ)
- seit 2020 Thomas Rauninger (ÖVP)

### Wappen
Die Verleihung des Gemeindewappens erfolgte mit Wirkung vom 1. August 1948.
Blasonierung (Wappenbeschreibung):
„In einem goldenen, blau bordierten Schilde sind die stilisierten Konturen des steirischen Erzberges mit seinen Stufen in seiner derzeitigen Gestalt in Form von roten Linien zu sehen. Im Schilde steht auf steinernem Boden die Gestalt eines in der weißen Tracht mit Kapuze eines Bergmannes und mit schwarzen Schuhen angetanen Jünglings, der mit beiden Händen ein rotes, von einem silbernen Balken durchzogenes und mit einer bergmännischen Kratze und einem Bergeisen pfahlweise nebeneinander belegtes Schildchen hält.“

### Gemeindepartnerschaften
- seit 1988  Steyr, Oberösterreich

## Persönlichkeiten

### Ehrenbürger der Gemeinde
- Karl August Ritter von Frey (Verleihung 1892)
- Hans Gross (1930–1992), Landeshauptmann-Stellvertreter
- Bürgermeister a. D. Fritz Moll († 19. Februar 2006)
- Landeshauptmann-Stellvertreter a. D. Peter Schachner-Blazizek
- Mario Stecher (Verleihung 2006)
- Daniela Iraschko-Stolz (Verleihung 2014)
- Karl Katoch (Verleihung 2020)
- Markus Riedler (Verleihung 2023), Inhaber von Napalm Records[19]

### Ehrenringträger der Stadt Eisenerz
- Reinhold Bachler
- Landrat a. D. Hannes Bammer
- Bergrat h.c. Hans Juvancic (†)
- Dietbert Wuser
- Landeshauptmann-Stellvertreter a. D. Kurt Jungwirth
- Bürgermeister a. D. Hermann Auernigg
- Bürgermeister a. D. Walter Kohlmaier
- Mario Stecher (Verleihung 2006)
- Daniela Iraschko-Stolz (Verleihung 2011)

### Historisches Stadtwappen in Gold
- Weber Wilhelm (†)
- Ramsauer Rupert (†)
- Spanring Franz (†)
- Wagner Richard (†)
- Kovacic Sepp (†)
- Gfall Albrecht (†)
- Egon Machaczek (†)
- Franz Holzweber (†)
- Anton Manfreda (†)
- Kommerzialrat Max Steyrleithner (†)
- Obermedizinalrat Leonhard Bauer (†)
- Vizebürgermeister a. D. Friedrich Robitschko (†)
- VS-Dir. i. R. Emmerich Schnabl (†)
- HS-Dir. i. R. Alois Felzmann (†)
- HR Dr Eike Neuer (†)
- Vizebürgermeister Gerhard Niederhofer (73, (Stand 2. Juli 2021), ehemals Lehrer an der Mittelschule, mitinitiierte das 2004 errichtete Mahnmal für die 230 am Präbichl zu Kriegsende 1945 ermordeten ungarischen Juden, den seit 2006 jährlich stattfindenden „Lebensmarsch“ dorthin. Leitete die Sektion Modellflug der Union Eisenerz, Jugendreferent des österreichischen Aero-Clubs.[20])
- Vizebürgermeister a. D. Albin Zwanz
- Hans Kaiser (†)

### Söhne und Töchter der Gemeinde
- Urban Illmayr (vor 1665–1679) Hofsteinmetzmeister in Wien
- Jacob Joseph Winterl (1732–1809), Arzt, Botaniker, Pharmazeut und Chemiker
- Johann Max Tendler (1811–1870), Maler
- Franz Schneeweiss (1831–1888), österreich-amerikanischer Theologe, Organist, Chorleiter und Komponist
- Lori Matschnig (1838–1920), Malerin
- Kajetan Schnablegger (1843–1894), Bergwerks- und Immobilienbesitzer und Politiker
- Viktor Apfelbeck (1859–1934), österreichisch-jugoslawischer Entomologe und Museumskurator
- Ernst Payer (1862–1937), Genre- und Landschaftsmaler
- Alois Brandl (1864–1926), Politiker
- August Musger (1868–1929), Erfinder der Zeitlupe
- Agnes Millonig (1884–1962), Heimatdichterin
- Stefanie Psonder (1911–1966), Politikerin
- Franz Zehrer (1911–1992), Kirchenmusiker, Orgelsachverständiger und Theologe
- Matthias Krempl (1917–1997), Politiker (ÖVP) und Industrieangestellter
- Stefan Kölly (1928–2018), Fußballspieler und -trainer
- Erich Kitzmüller (* 1931), Sozialwissenschaftler und Wirtschaftsphilosoph
- Hans Jörg Steiner (* 1937), Montanwissenschaftler und emeritierter Hochschullehrer
- Gerhard Niederhammer (* 1940), Skisportler
- Ernst Längauer (1941–2007), Politiker (SPÖ) und Sicherheitsingenieur
- Karl Pietsch (* 1943), Politiker (SPÖ)
- Reinhold Bachler (* 1944), Skispringer
- Leo Pröstler (* 1947), Unternehmer und Umweltschützer
- Stephan Eibel Erzberg (* 1953), Schriftsteller
- Christine Brunnsteiner (* 1954), Moderatorin und Autorin
- Christa Kern (* 1958), Schauspielerin, Autorin, Chansonette und Sprecherin
- Ernst Christian Rinner (* 1961), Komponist und Musikpädagoge
- Harald von Munichthal (* 1966), Grafiker, Maler und Texter
- Helga Ahrer (* 1967), Politikerin (SPÖ)
- Oliver Strohmaier (* 1968), Skispringer
- Reinhard Burits (1976–2022), Fußballspieler und -trainer
- Mario Stecher (* 1977), Nordischer Kombinierer
- Andreas Schranz (* 1979), Fußballspieler
- Daniela Iraschko (* 1983), Skispringerin und Fußballtorhüterin
- Lukas Klapfer (* 1985), Nordischer Kombinierer

### Personen mit Bezug zur Gemeinde
- Ferdinand Marian (1859–1942), Sänger
- Harald Rodlauer (* 1966), Skispringer, Nationalteamtrainer
- Thomas Schächl (* 1966), Schauspieler und Lehrer
- Joachim Standfest (* 1980), Fußballspieler
- David Zauner (* 1985), Skispringer